# Walckenaeria tanzaniensis
Walckenaeria tanzaniensis là một loài nhện trong họ Linyphiidae.
Loài này thuộc chi Walckenaeria. Walckenaeria tanzaniensis được miêu tả năm 1986 bởi Rudy Jocqué & Scharff.